# 三使清足
三使 清足（みつかい の きよたり、生没年不詳）は、奈良時代の官人。氏は御使、名は浄足とも記される。姓は連のち朝臣。官位は外従五位下・三河介。

## 経歴
本貫は左京。孝謙朝の天平勝宝2年（750年）駿河国で金の採掘に成功し、无位から従六位下に直叙されるとともに、絁40疋・真綿40屯・正税2000束を与えられる。またこの際、駿河守・勤東人も昇叙され、さらに金が発見された郡では当年の田租が免除され、主帳以上の郡司も叙位を受けた。なお、この時の「浄足」と、以降の記事の清足は、位階などの問題から、別人ではないか、とする説がある。
称徳朝の神護景雲2年（768年）一族の清成・田公を合わせた合計18名が連姓から朝臣姓に改姓した（この時の位階は正七位上）。
延暦3年（784年）外従五位下に叙せられると、延暦5年（786年）美濃介、延暦6年（787年）三河介と桓武朝前半に中部地方の国司を歴任している。

## 官歴
『続日本紀』による。
- 天平勝宝2年（750年） 12月9日：従六位下（直叙）、賜絁40疋・真綿40屯・正税2000束
- 時期不詳：正七位上
- 神護景雲2年（768年） 9月25日：連姓から朝臣姓に改姓
- 時期不詳：正六位上
- 延暦3年（784年） 12月2日：外従五位下
- 延暦5年（786年） 2月17日：美濃介
- 延暦6年（787年） 2月5日：三河介